# La Zarza de Pumareda
La Zarza de Pumareda est une commune de la province de Salamanque dans la communauté autonome de Castille-et-León en Espagne.